# Адмет
Адмет (грч. Ἄδμητος, неприпитомљен, дивљи) је у грчкој митологији био син Ферета, краља и оснивача Фере у Тесалији и Периклимене или Климене, Ликургов брат.

## Митологија
Према Аполодору, био је један од ловаца на Калидонског вепра и учествовао је у походу Аргонаута. Описан је као праведан и гостољубив човек, који је поседовао дивна говеда. Ту стоку је морао да чува Аполон, јер је убио киклопа или Питона. Адмет је био добар домаћин Аполону и чак му подигао светилиште код Фарсале. Зато му је Аполон помогао да добије руку Алкесте, Пелијине кћерке. Наиме, када је Адмет наследио оца на престолу, пожелео је да се ожени лепом Алкестом, али је њен отац поставио услов да може да је ожени само онај ко успе да упрегне лава и вепра у исти јарам. То му је успело уз Аполонову помоћ и он се заиста оженио Алкестом, али је на дан венчања заборавио да принесе жртву богињи Артемиди. То је изазвало бес богиње и она му је у ложницу послала две змије, као знак да ће ускоро умрети. Аполон је желео то да спречи и изнудио је од мојри обећање да Адмет неће умрети ако уместо њега неко својом вољом пође у смрт. Међутим, нико није био спреман да то учини, чак ни његови остарели родитељи. Због тога се његова супруга, Алкеста, жртвовала за њега. Ипак, она је из Подземља враћена и то ју је вратио или Херакле, који је био Адметов пријатељ или Персефона, богиња Подземља. Адмет и Алкеста су имали сина Еумела и кћерку Перимелу.